# Dálnice 77 (Izrael)
Dálnice 77, přesněji spíš silnice 77 (hebrejsky: כביש 77‎, kviš 77) je silniční spojení nikoliv dálničního typu (v úseku od ha-Solelim do Tiberiady vícečetné jízdní pruhy ale většinou jen úrovňové křižovatky) v severním Izraeli o délce 42 km.

## Trasa silnice
Začíná na severním okraji Jizre'elského údolí poblíž města Ramat Jišaj. Směřuje pak k severovýchodu skrz zalesněnou pahorkatinu Dolní Galileje, dotýká se jižního okraje Bejtnetofského údolí a stáčí se k východu. Ze severu míjí aglomeraci Nazaretu s jeho lidnatými městy jako Kafr Kanna nebo Mašhad. Poblíž křižovatky Golani vstupuje na náhodní planiny Dolní Galileje a pak počíná prudce klesat do příkopové propadliny Galilejského jezera, kde končí v centru města Tiberias na křižovatce s dálnicí číslo 90.
Silnice postupně prochází stavebními úpravami a rozšiřováním, kterými se proměňuje zčásti na dálniční komunikaci. V roce 2007 byl takto například upraven úsek mezi křižovatkou Golani a křižovatkou Porija na západním okraji Tiberiady. Šlo o investici za 60,3 milionů šekelů